# Atypowy nowotwór teratoidny (rabdoidny)

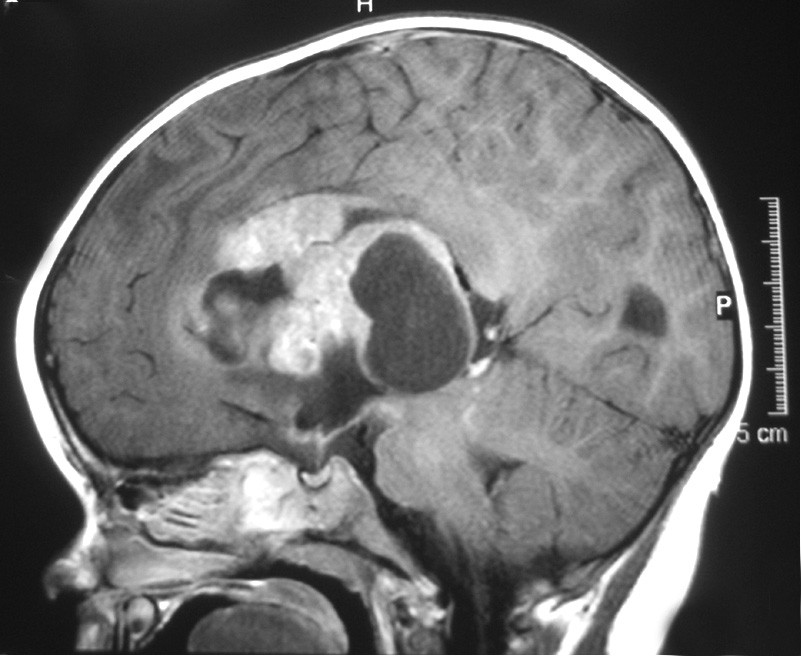
MRI guza typu AT/RT.

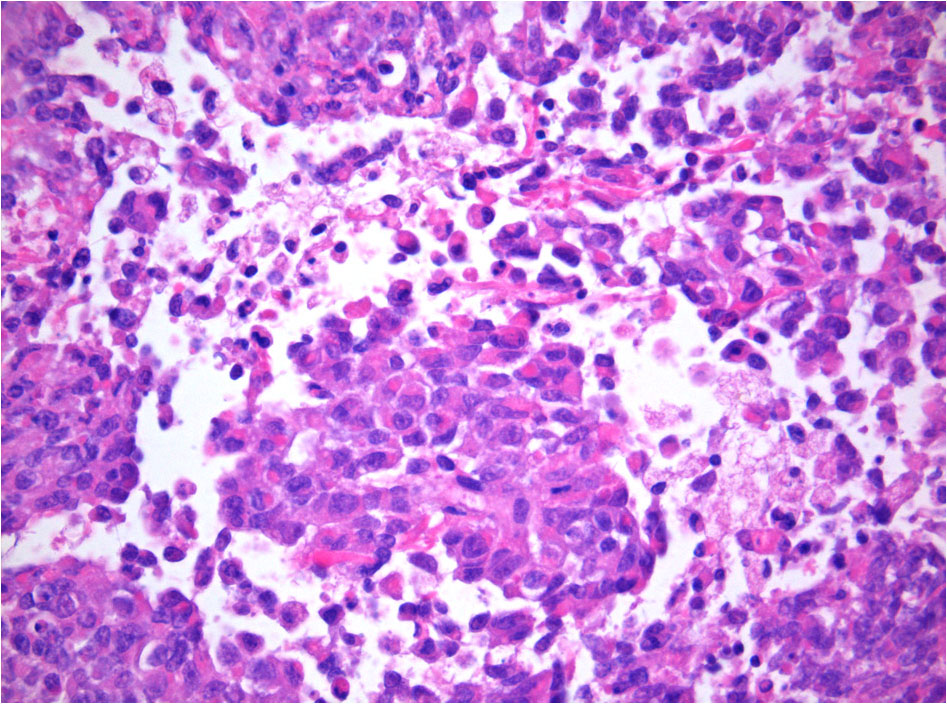
Obraz histologiczny guza AT/RT, barwienie H-E.

Atypowy nowotwór teratoidny (rabdoidny) (ang. Atypical Teratoid Rhabdoid Tumor, AT/RT) – rzadki guz mózgu wieku dziecięcego, o wysokim (IV° według WHO) stopniu złośliwości i często śmiertelny.

## Historia
AT/RT ośrodkowego układu nerwowego został opisany w 1987 przez Rorke i jej współpracowników z Children’s Hospital of Philadelphia. Początkowo guz ten był określany jako atypical teratoid rhaboid tumor albo malignant rhabdoid tumor (MRT) ośrodkowego układu nerwowego (CNS). Między 1978 a 1987, AT/RT był najprawdopodobniej błędnie rozpoznawany jako guz rabdoidalny. Przed 1978, zanim guz rabdoidalny został opisany, AT/RT był z kolei zapewne rozpoznawany jako rdzeniak. W klasyfikacji WHO guzów ośrodkowego układu nerwowego został uwzględniony w 3. edycji z 2000 roku.

## Epidemiologia
AT/RT jest rzadkim nowotworem. W USA zapadalność na ten typ guza wynosi 3:1 000 000, co daje 30 przypadków AT/RT diagnozowanych co roku. Corocznie przybywa 2500-3000 nowych pacjentów pediatrycznych z guzami ośrodkowego układu nerwowego, i około 3% z nich to AT/RT, chociaż odsetek ten może wzrosnąć wraz z lepszym różnicowaniem AT/RT i guzów typu PNET/medulloblastoma.

## Etiologia
Patogeneza AT/RT budzi kontrowersje, być może złośliwy guz rabdoidalny lokalizacji pozaczaszkowych jest podobnym lub tym samym typem nowotworu co AT/RT. Oba guzy histologicznie przypominają utkanie mięsaka prążkowanokomórkowego (rhabdomyosarcoma), stąd ich nazwa.

## Objawy i przebieg

### Obraz histologiczny
AT/RT jest guzem bogatokomórkowym, o rozlanym typie wzrostu. Często stwierdza się przegrody łącznotkankowe oddzielające grupy komórek. W przypadkach gdy naciek nowotworowy obejmuje powierzchnię mózgowia stwierdza się niekiedy izolowane grupy komórek w oponach, prawdopodobnie będące wszczepami nowotworowymi. AT/RT jest bardzo aktywny mitotycznie.

### Profil immunohistochemiczny

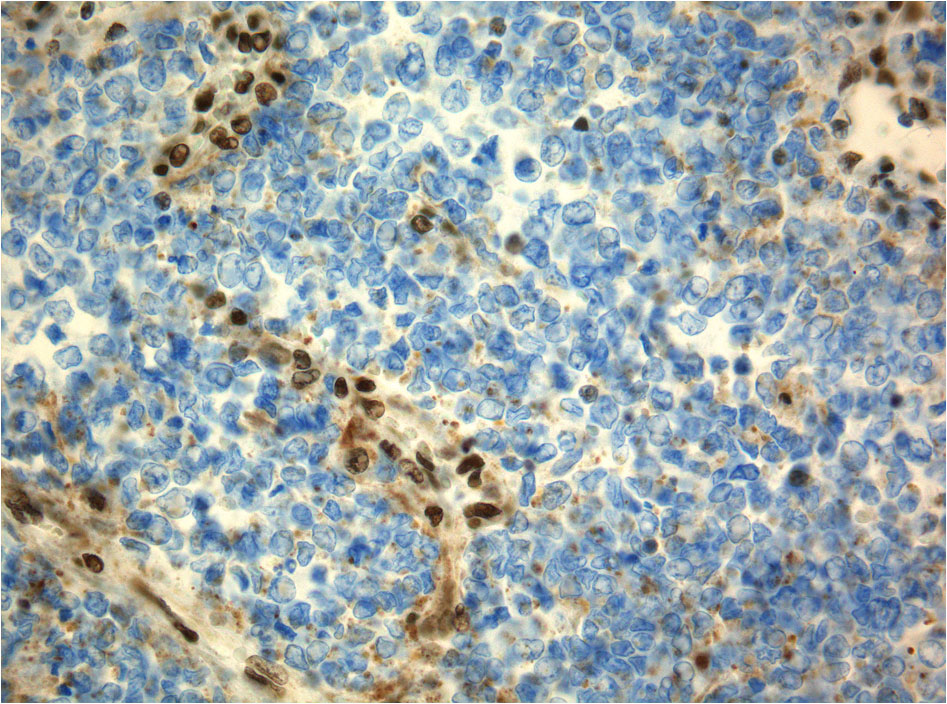

Komórki AT/RT dają odczyn dodatni na ekspresję wimentyny, NSE, EMA, cytokeratyn, GFAP, S-100, synaptofizyny, aktyny mięśni gładkich i neurofilamentów. Ekspresja antygenu Ki-67 pozwala ocenić aktywność proliferacyjną guza na nawet 80%.

## Rokowanie
Przeżywalność pacjentów z guzem AT/RT wynosi około 11% u pacjentów poniżej 3. roku życia i ponad 70% u pacjentów starszych niż 3 lata.